# Vaidava
La Vaidava (en estonien : Vaidva), est une rivière frontalière de l'Estonie et de la Lettonie, l'affluent gauche de la Mustjogi qui à son tour rejoint la Gauja. Sa longueur est de 72 km, dont 61 km en Lettonie et 11 km en Estonie.

## Géographie

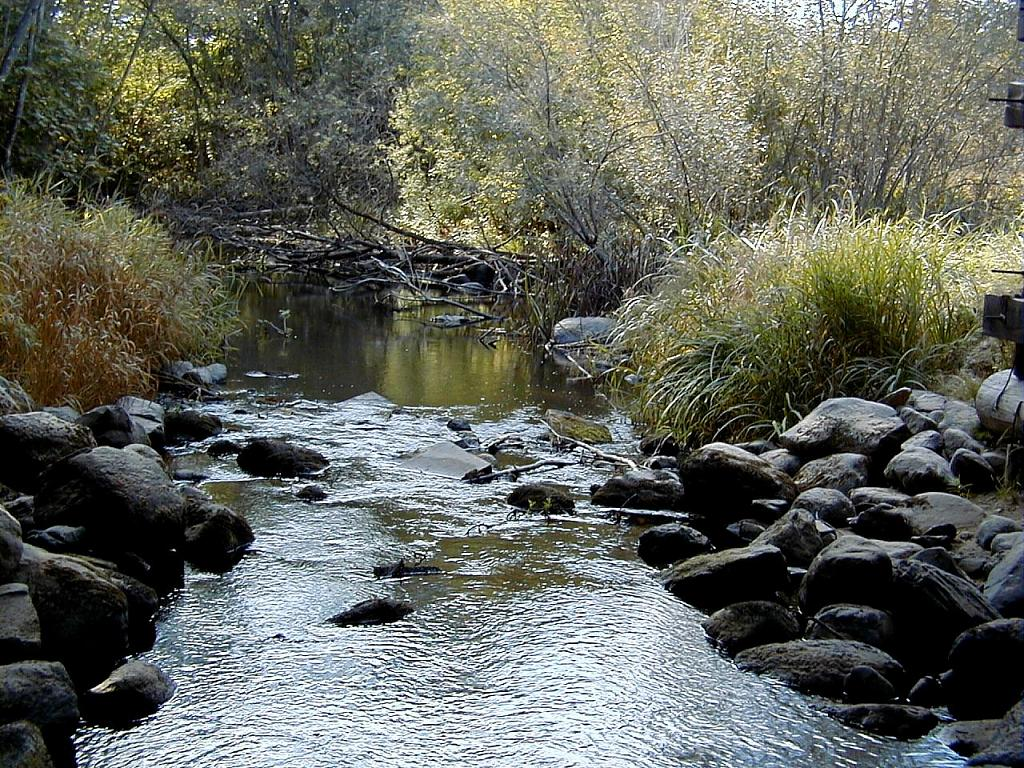
Vaidava près de la route Ziemeri-Alūksne.

La rivière prend sa source dans le Lac Murati (en) situé à cheval sur les territoires de la Lettonie (Alūksnes novads) et de l'Estonie (Comté de Võru). Elle suit la frontière entre les deux pays sur 3,4 km, puis, traverse les territoires de Alūksnes novads et Apes novads en Lettonie, avant de revenir vers la frontière peu après la ville de Ape. Là, elle coule de nouveau le long de la frontière sur 1,5 km et tourne en Estonie où elle se jette dans la Mustjogi près du village Kuutsi de la Commune de Mõniste. Des 556,7 km2 de son bassin 355,5 km2 se trouvent en Lettonie et 201,2 km2 en Estonie.

## Milieu naturel
Le bassin de la rivière est boisé et entrecoupé de petits lacs. Les rives présentent une accumulation de roche sédimentaire, le grès et la dolomie. Les grandes formations de dolomie sont localisées principalement sur la rive droite. Sur le territoire du bassin, le site protégé de Veclaicene (Lettonie) fondé en 1977, dont la superficie s'étend sur 20 892 ha est inclus dans le Réseau Natura 2000.

## Équipement hydroélectrique
La centrale hydroélectrique se trouve à Grūbe, une petite localité dans la municipalité de Ape,. Ici, une chute naturelle surplombée d'un muret artificiel forme un barrage de 4,3 m de haut permettant la production d’énergie hydraulique. La chute naturelle est mentionnée dans l'écrit de Fischer J.B. Versuch einer Natturgeschichte von Livland en 1791. Au début du XXe siècle, à cet endroit se trouvait une scierie et une fabrique de carton qui employait environ 80 personnes. Le tout est détruit en 1944, lors des opérations militaires de la Seconde guerre mondiale. Le moulin construit en 1951 sera en 1999 équipé d'une turbine afin de le transformer en centrale hydroélectrique.

## Principaux affluents
- Rive droite : Maltavnieku strauts 8 km, Bēteru strauts 9 km
- Rive gauche : Prinduliņa 11 km, Vārnupīte 15 km, Apšupīte 11 km, Cekulupīte 14 km, Pehni